# شعيرة شريانية
شعيرة شريانية  (بالإنجليزية: Metarteriole)‏‏ هي وعاء مكروي في دوران الأوعية الدقيقة ويربط بين الشريينات والشعيرات الدموية.